# Puumala
Puumala es un municipio del centro-este de Finlandia, en la región de Savonia del Sur, provincia de Finlandia Oriental.

## Geografía
En Finlandia, los lagos cubren el 35% de la superficie total, con 3 000 km de arroyos, más de 1 000 islas y una ubicación privilegiada en el corazón de Saimaa, Puumala es una de las localidades que mejor encarna la región de los lagos. Además, con sus 3 200 casas de vacaciones, no sorprende que sea una de las capitales del verano finlandés.
La otra cara de la moneda es un municipio pobre, que depende de la explotación del bosque y no tiene una verdadera base industrial. Su población no ha crecido desde 1950 y el ritmo de emigración de sus habitantes se acelera año tras año.
El municipio cuenta oficialmente con 43 núcleos de población, aunque la ciudad de Puumala es el único significativo en cuanto a número de habitantes. Se encuentra al borde de un largo estrecho de agua unido por el viaducto de Saimaa, el 4º puente más importante del país. 
Los municipios colindantes son Ristiina al suroeste, Mikkeli al oeste, Juva al noroeste, Sulkava al noreste y, en Carelia del Sur, Ruokolahti al sureste. Más al sur se encuentran los municipios de Taipalsaari, Savitaipale y Suomenniemi, este último al otro lado del lago Saimaa.

## Demografía
La evolución demográfica desde 1980 es la siguiente:
| Año       | 1980 | 1985 | 1990 | 1995 | 2000 | 2005 | 2010 |
| --------- | ---- | ---- | ---- | ---- | ---- | ---- | ---- |
| población | 3686 | 3595 | 3431 | 3251 | 3041 | 2807 | 2477 |

## Galería

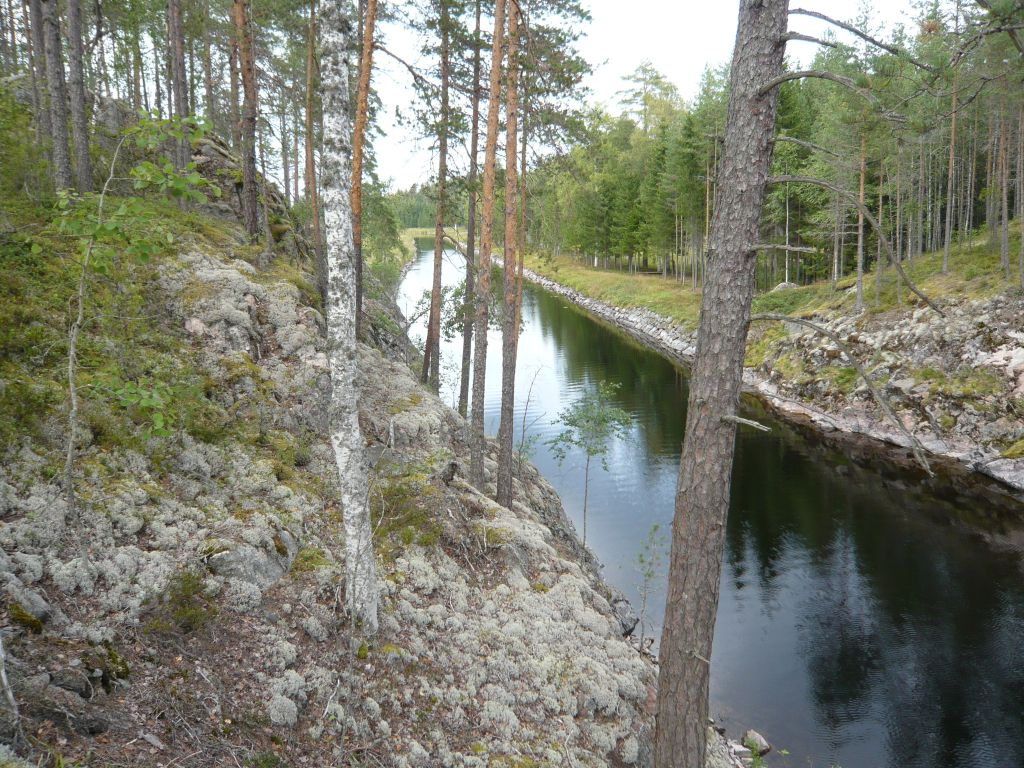
El canal de Kukonharju
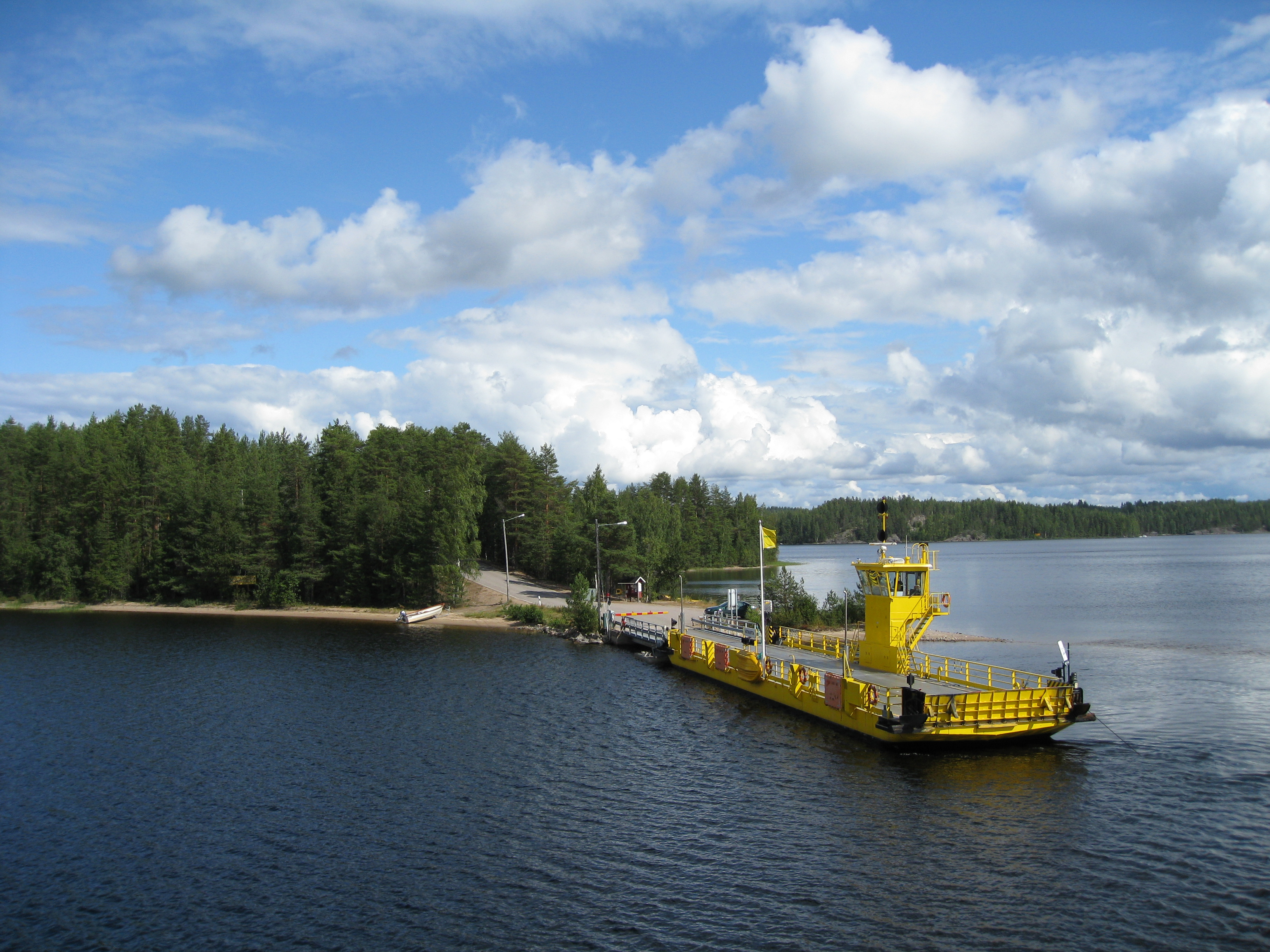
El barco Hätinvirta en Puumala
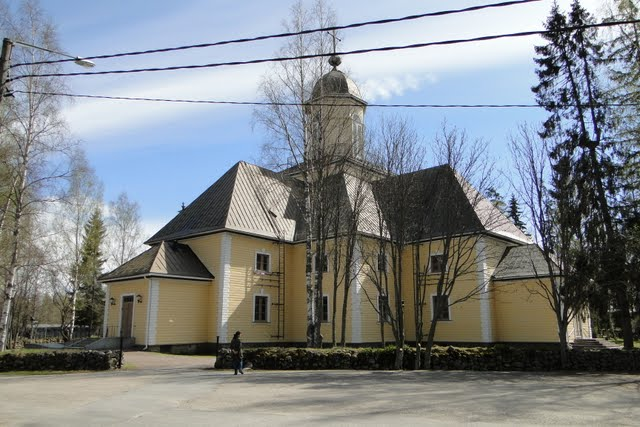
Iglesia de Puumala
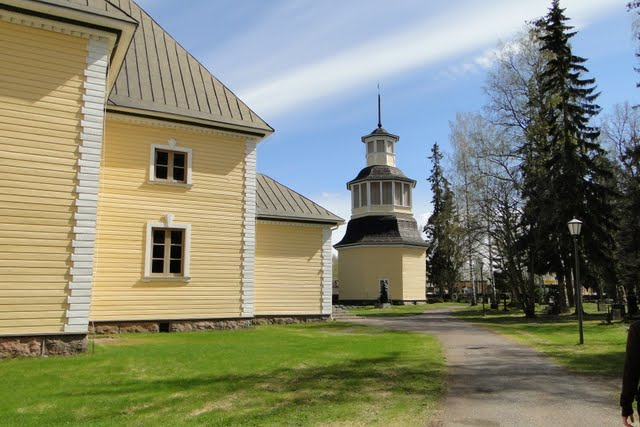
Iglesia de Puumala
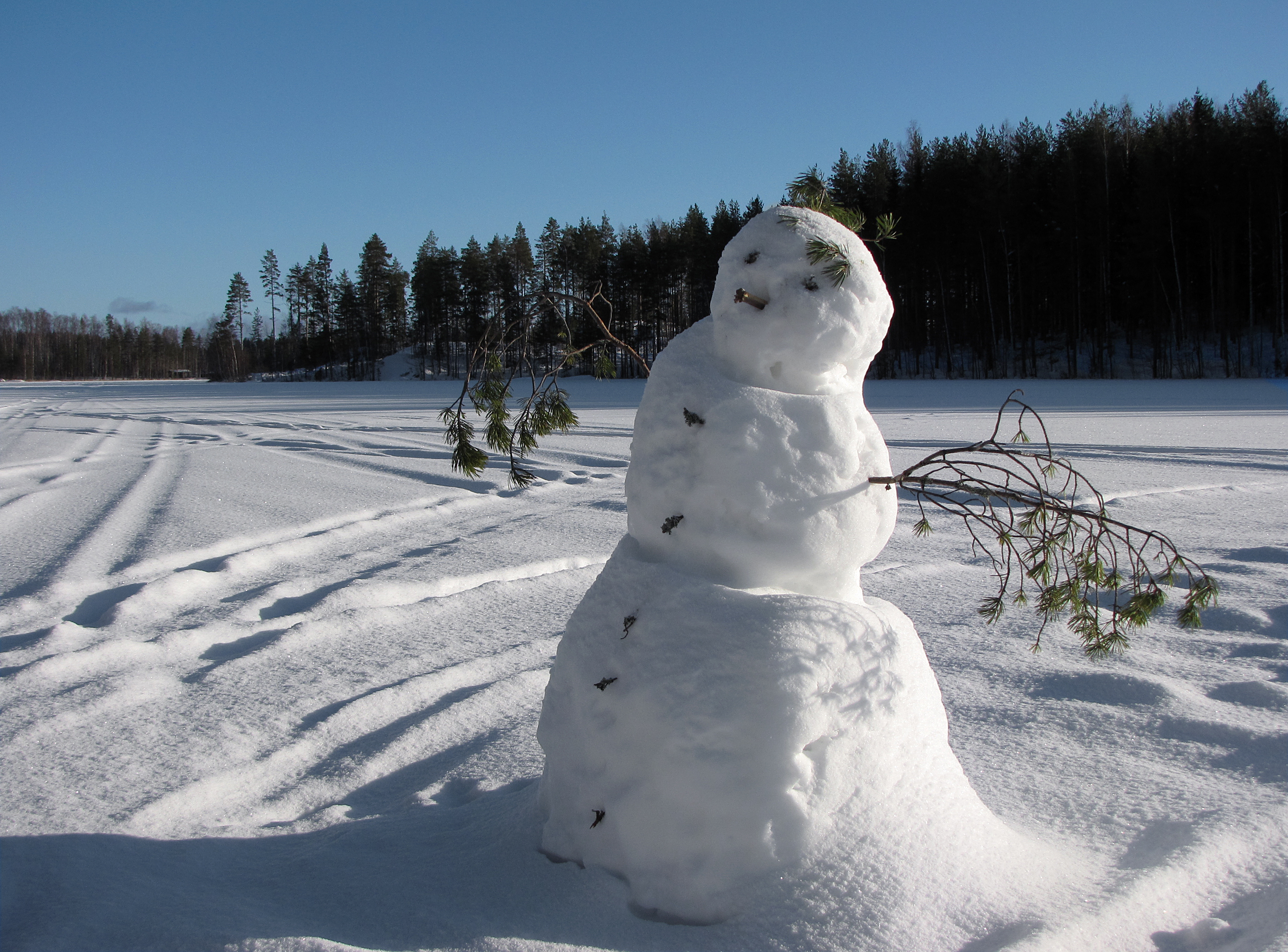
Muñeco de nieve sobre el lago Saimaa helado